# Bené
Benedito Pinho Leme (Amparo, 4 de setembro de 1942 – São Paulo, 4 de agosto de 2024) mais conhecido como Bené, foi um futebolista brasileiro que atuava como atacante. É o maior artilheiro da história do Paysandu, com fontes variando entre 249 gols, 252 gols (considerando-se também jogos amistosos) e 254 gols. Também é o quarto maior artilheiro do clássico Re-Pa, no qual marcou 26 vezes, abaixo dos 28 de Quarenta e Cacetão, dos 30 de Itaguary e dos 47 do recordista Hélio, a quem superou como maior goleador do clube alviceleste.
Bené não possuía técnica refinada, sendo daqueles atacantes impetuosos de estilo rompedor, com chutes potentes e bastante gana, sendo apelidado de "Tanque da Curuzu". Ele é o 23º maior artilheiro por um único clube no Brasil, com seu mínimo de 249 gols pelo Paysandu colocando-o seis gols abaixo dos 255 de Reinaldo pelo Atlético Mineiro, dois abaixo dos 251 de Romário pelo Vasco da Gama e estando à frente dos 245 de Garrincha pelo Botafogo e dos 242 de Tostão pelo Cruzeiro. Foi cinco vezes campeão do campeonato paraense.
Sua dupla com Robilotta foi considerada a melhor da história do "Papão" e do futebol paraense, com ambos somando 319 gols pelo clube e escalados no trio ofensivo do time alviazul dos sonhos eleito por cem votantes em 2010. Dez anos depois, em 2020, Bené foi outra vez escalado para o ataque ideal da história do Paysandu, dessa vez em trio com Vandick e Robgol, em eleição promovida pelo canal Fox Sports.

## Carreira

### Início
Bené começou no futebol em jogos de várzea no interior de São Paulo. Ali, foi descoberto pela equipe paranaense do Operário. Ainda como juvenil, chegou ao Vasco da Gama, onde estreou no time principal em 1965. Como vascaíno, realizou algumas partidas que incluíram uma excursão ao México naquele ano. Embora Bené fosse mais assíduo na equipe cruzmaltina de aspirantes, um dos jogos que pôde realizar no estádio do Maracanã foi testemunhado por Abílio Couceiro, então diretor de futebol do Paysandu, que indicou o jovem ao presidente bicolor Giorgio Falangola. O clube paraense já tinha consigo outro futebolista egresso do Vasco, o atacante Robilotta, que aprovou a sugestão de contratação; em outra versão, a própria observação de Abílio teria sido indicada por Robilotta.
Inicialmente, Bené chegou à equipe paraense sob empréstimo, no início da temporada de 1966, por dez mil cruzeiros. O clube vinha de um ano histórico em 1965, marcado pela vitória por 3–0 sobre um Peñarol que se colocava entre os mais fortes times do mundo, façanha que ecoou inclusive no Rio de Janeiro, onde rendeu crônica de Nelson Rodrigues no jornal O Globo, na época. O time também havia sido, de modo fácil, campeão paraense de 1965, com dez vitórias em doze jogos.
No início de 1966, porém, o Paysandu não vinha em boa fase, atravessando uma série de resultados ruins no Re-Pa (derrotas de 3–0 e 3–2) e também no clássico com a Tuna Luso (3–2 e 3–1) em torneio internacional que envolvia também a equipe do Transvaal, da Guiana Neerlandesa. A estreia de Bené veio precisamente na rodada final desse torneio, um novo duelo contra o Remo, que vinha invicto havia 27 partidas. O reforço foi titular. Não chegou a fazer uma grande exibição, sendo inclusive substituído por Luís Zago, mas teve uma estreia auspiciosa: em 25 de março, o Papão venceu a partida por 3–0 - um dos gols, por sinal, foi de Robilotta. Em 31 de março, veio o primeiro gol de Bené como alviceleste, no 3–0 sobre o Transvaal no estádio do Remo.
A partir de sua chegada, o Paysandu engatou doze jogos de invencibilidade. E Bené acumulou gols, marcando em cinco partidas do mês de abril, dentre eles um amistoso interestadual contra o Bahia (3–2), seu primeiro gol no Re-Pa (2–0, em amistoso) e em outro amistoso interestadual, onde marcou dois na vitória por 3–0 sobre o São Cristóvão.  Em maio, começou o campeonato paraense daquele ano, que teria um sabor especial de ocorrer no ano em que se celebravam os 350 anos da cidade de Belém, o que motivou também em paralelo um torneio municipal, vencido de forma invicta pelo clube no mesmo mês.
O Estadual também veio de forma invicta, no embalo do bom funcionamento da dupla Bené, um atacante rompedor, e Robilotta, de estilo mais clássico. Robilotta marcou treze vezes, sendo o artilheiro dos campeões, enquanto Bené fez doze, incluindo o do empate em 1–1 no Re-Pa que assegurou o título do primeiro turno, um de bicicleta no 1–0 no clássico com a Tuna  e o segundo em vitória por 3–1 sobre o Remo, em pleno estádio rival, na rodada final do terceiro turno - o Papão já havia ganho também o segundo turno e assim confirmou o título.
Em paralelo ao campeonato, Bené também marcou o único gol de amistoso em junho contra o America; acumulou quatro nos duelos contra o Rio Negro pela Taça Brasil de 1966 (dois em 6–0, na Curuzu, e outros dois em 3–0 em Manaus), em julho; e marcou os dois gols do 2–0 em Re-Pa amistoso em agosto, "estragando" uma homenagem promovida pelo rival ao astro Nilton Santos, que na ocasião vestiu a camisa azulina. Essa atuação fez o jornal A Província do Pará relatar que "Bené é realmente um perigo. Um descuido do grande Nilton Santos e o colored marcou espetacularmente". Ao fim da temporada, o Paysandu havia marcado 146 vezes, 37 delas diretamente por Bené. No fim do ano, curiosamente, atuou por um combinado Remo-Paysandu, pelo qual marcou o gol paraense em empate em 1–1 com um combinado Ceará-Fortaleza, clubes que visitavam Belém - e ambos previamente derrotados cada um por 2–1 pelo "Papão", com Bené marcando também nessas partidas.

### Gols internacionais

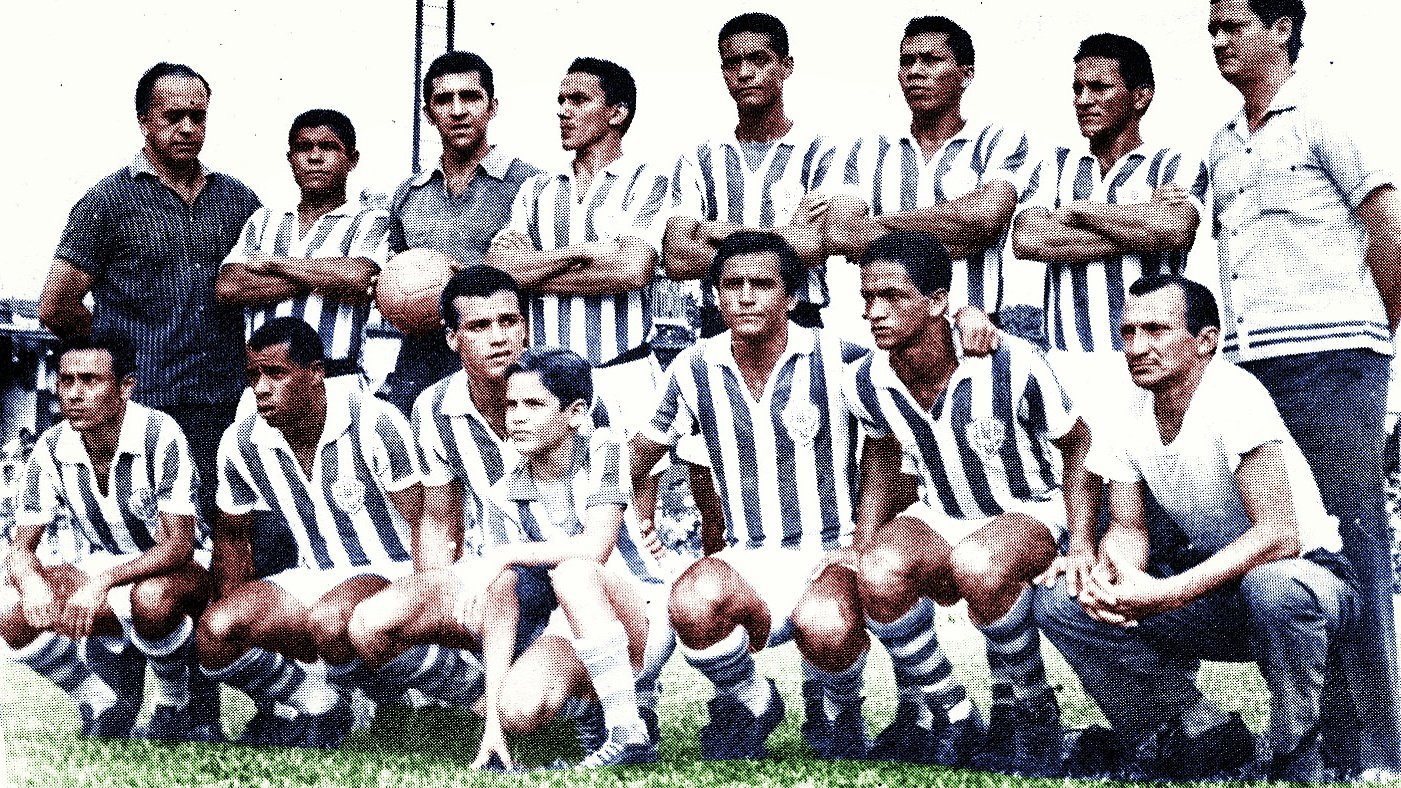
Segundo agachado no Paysandu campeão de 1966. Em pé, técnico Juan Álvarez, Valtinho, Edmar, Abel, Oberdan, João Tavares, Paulinho e médico Rodolfo Tourinho; agachados, Quarentinha, Bené, Robilotta, Tito, Garcia e massagista Carnaval.

Em 1967, o clube realizou em fevereiro um amistoso contra o Bangu,  que havia acabado de ser, em dezembro, o campeão carioca de 1966, após vitória de 3–0 sobre o Flamengo.  O amistoso ficou no empate em 1–1 e o gol paraense foi de Bené. Depois, excursionou de forma invicta pelas Guianas e pelo Caribe, chegando a ganhar duas vezes da seleção de Trinidad e Tobago (2–1, com dois gols de Bené e 1–0). Bené foi o artilheiro da turnê, com oito gols em meio às oito partidas da gira. E conquistou novo título estadual de forma das mais lembradas, após seis Re-Pas seguidos em um espaço de 26 dias: o segundo turno terminou empatado entre os dois rivais, forçando jogo-extras. O primeiro terminou empatado e o segundo foi vencido pelo Remo. Como os alvicelestes haviam vencido o primeiro turno, fez-se necessário mais jogos. Os dois primeiros terminaram empatados, com a vitória bicolor por 2–0 no terceiro enfim finalizando o campeonato.
A disputa acirradíssima do torneio de 1967 também se deu em contratações de treinadores: o ex-goleiro Castilho agora treinava o Paysandu enquanto o Remo era treinado por outro ex-craque, Zizinho. Na campanha, Bené marcou quatro vezes em vitória por 10–1, no Avante. Ao todo, marcou treze vezes, incluindo em vitória por 2–0 em clássico com a Tuna e em empate em 1–1 em um dos Re-Pas. Aquele foi precisamente o ano que mais teve Re-Pas, dezessete, em média um a cada vinte dias. Em paralelo, Bené destacou-se em especial por três gols em vitória por 4–3 sobre o Moto Club dentro de São Luís do Maranhão pela Taça Brasil de 1967. Em 17 de dezembro daquele ano, Bené foi considerado o segundo jogador mais querido no Pará, em eleição promovida pela Rádio Clube: recebeu 142.611 votos, abaixo somente dos 165.380 do colega Quarentinha.
Em 1968, Bené e o Paysandu destacaram-se sobretudo pela vitória de 1–0, no estádio da Curuzu, sobre a seleção romena, uma das mais fortes da Europa na época e que se classificaria à Copa do Mundo FIFA de 1970. Os romenos vinham colhendo bons resultados em excursão pelo Brasil, empatando em 1–1 com o Grêmio em Porto Alegre, empatando com dez homens contra o então hexacampeão gaúcho; também em 1–1, com um elenco do Athletico Paranaense reforçado para a ocasião com Gilmar, Djalma Santos, Bellini, Garrincha e Pepe; ganharam de 1–0 do América-SP, de 6–2 do XV de Piracicaba, de 3-2 do Bahia, de 2–1 do Treze, de 3–0 do Santa Cruz e de 4–1 do ABC, com poucas derrotas até então: 3–2 para o Sport Recife, 2-1 para o Grêmio Maringá e 6–2 para o Botafogo-SP, que inaugurava seu estádio.
O jornal A Província noticiou que os romenos foram escalados ainda no avião, com a seguinte formação: Stere Adamache, Mihai Ivăncescu, Ion Barbu, Mihai Mocanu, Vasile Gergely, Dan Coe, Ion Pârcălab, Gheorghe Grozea, Ion Ionescu, Octavian Dincuță e Ion Oblemenco, treinados por Angelo Niculescu e Ștefan Onisie. O Paysandu jogou com Arlindo, Waltinho, Abel, João Tavares, Paulo Tavares, Tamilton e Quarentinha; Vila (Garcia), Bené, Hélio Cruz e Ércio (Baíbe), treinados por Gentil Cardoso. Foi de Bené o único gol da partida, em cabeceio, aos 17 minutos do primeiro tempo. Por ocasião dos cinquenta anos do feito, em 2018, o Paysandu lançou camisa retrô em homenagem ao atacante, reproduzindo o mesmo desenho do uniforme utilizado naquela partida - uma camisa branca com duas finas listras horizontais azuis no tórax. Foi o primeiro modelo retrô lançado pela Lobo, marca de material esportivo criada em 2016 pelo próprio clube.
Ainda em 1968, Bené também teve especial destaque ao marcar os quatro gols em vitória por 4–1 em amistoso contra o Moto Club na Curuzu e pelos cinco em 10–0 em amistoso em Abaetetuba sobre o time local do Abaeté. O título estadual foi perdido para o Remo, que meses depois, em abril de 1969, sofreu um 4–0 em Re-Pa amistoso, com Bené marcando um dos gols.
Novo título estadual veio em 1969, com Bené participando ativamente de um ataque que marcou 126 gols em 17 jogos. Nessa campanha, além de marcar duas vezes no 7–0 sobre o Júlio César, Bené marcou em três Re-Pas distintos: os dois em vitória por 2–1 no primeiro turno, outro no empate em 1–1 no terceiro turno e outro na segunda finalíssima, vencida pelos alvicelestes por 2–0 sobre o time treinado por Danilo Alvim. Foram ao todo treze gols do atacante, artilheiro do elenco campeão.
O campeonato de 1970 alongou-se para o ano de 1971 e terminou vencido pela Tuna. Por outro lado, ao longo de 1970 o Paysandu estabeleceu a maior quantidade de clássicos seguidos sem derrotas para o Remo: foram treze Re-Pas invictos entre 29 de janeiro e 9 de dezembro, incluindo um W.O. em 23 de em julho de 1970 (ocasião em que foi disputado apenas o primeiro tempo, com o presidente remista ordenando a retirada de seus jogadores ao inteirar-se em viagem de Salinópolis a Belém que o jogo seria arbitrado por um juiz vetado pelo clube;) e um 4–1 em 9 de dezembro pelo estadual, em que Bené marcou dois gols. Ele esteve em todos os jogos desta série, marcando gols em outros três deles (um cada em 1–1, 2–0 e 2–1, todos amistosos).

### Final da carreira
Ainda em 1971, concluiu-se o campeonato próprio daquele ano. Foi uma conquista bastante celebrada: após o Paysandu vencer o primeiro turno e o Remo vencer o segundo, o título alviceleste veio com vitória de virada por 3–2 na prorrogação contra o arquirrival, que vencia por 2–0 em plena Curuzu, em outubro. A rivalidade jamais teve outra virada parecida. Bené marcou o gol do empate, a dez minutos do fim do tempo normal.
Curiosamente, o título foi acompanhado também da única vez em que Bené também pôde ser artilheiro isolado do estadual: embora ele fosse regularmente o goleador máximo do Paysandu em diferentes temporadas (sete ao todo, segundo a nota de pesar emitida em 2024 pelo clube), o certame estadual de 1966 tivera artilharia de Mário (23 gols), da Tuna Luso, ao passo que as artilharias das edições de 1967 (19 gols) e de 1968 (10 gols) foram ambas de Amoroso, do Remo. O estadual de 1969 fora o primeiro a ter artilharia de Bené, mas dividida com o colega Wilson (cada um com 13 gols), também do Paysandu. Já em 1970 o goleador principal do campeonato fora Leônidas (9 gols), da Tuna.
Por 1971, Bené marcou metade dos gols do clube feitos na campanha campeã: fez vinte dos quarenta convertidos pelo "Papão". Naquele ano, ele também fez sua única partida pela seleção do Pará, em amistoso contra a equipe portuguesa do Porto. A seleção não jogava desde 1962 e empatou em 1–1, com Bené começando na titularidade até dar lugar a Alcino.
Em 1972, já veterano, Bené superou em poucos números Hélio Costa como maior artilheiro do Paysandu. Seguiu titular na conquista do Estadual daquele ano, mas marcando em apenas cinco das dezoito partidas, todos contra equipes menores; a artilharia do elenco e do certame estadual foi do colega Moreira, autor de 12 gols. Um dirigente novo não aceitou as bases desejadas pelo ídolo para renovar o contrato. Bené despediu-se inicialmente em clássico com a Tuna vencido por 2–1 pela amistosa "Taça Jerônimo Bastos", em 22 de fevereiro de 1973. Marcou os dois gols e terminou ovacionado.
Bené seguiu carreira na própria Tuna Luso, pelo qual disputou o estadual de 1973, vencido pelo Remo. Em sua curta passagem como tunante, marcou quatro gols, incluindo um sobre o Paysandu. Foi uma temporada em geral de poucos gols no estadual, cujos artilheiros (Alcino e Roberto, ambos do Remo, e Almeida, do Sport Belém) marcaram sete vezes cada um.
Ele também veio a defender o Nacional, participando da elogiada campanha desse clube de Manaus desempenhada no Brasileirão de 1973. Treinada por Barbatana e contando também com Toninho Cerezo, a equipe amazonense chegou a aspirar seriamente a classificação à segunda fase, com Bené chegando a ser o único jogador no ataque.
Em 1974, Bené retornou ao Paysandu, marcando seus três últimos gols. O último deles foi precisamente em um Re-Pa pelo estadual daquele ano. O "Papão" perdeu por 2–1, mas o gol de Bené, que abriu o placar, encerrou uma invencibilidade de 1.050 minutos mantida pelo goleiro remista Dico, um recorde. Aquela foi também a última partida do artilheiro.

## Legado
O recorde de gols de Bené no Paysandu dificilmente será superado em contexto moderno no futebol, marcado pela permanência relativamente efêmera, em comparação a décadas anteriores, de jogadores que logram destaque em clubes brasileiros.
O Remo terminaria bicampeão seguido em 1974, algo que jamais havia ocorrido entre 1966 e 1972, quando Bené defendeu continuamente o Paysandu. Sem a concorrência dele e de Quarentinha e outros astros alviazuis envelhecidos, o Remo voltaria a conseguir títulos seguidos pela primeira vez desde 1954, logrando um tricampeonato entre 1973 e 1975, período em que chegou a abrir 24 jogos seguidos de invencibilidade no Re-Pa, entre 17 de abril de 1973 e 10 de março de 1976. Anteriormente, o cenário era diverso: quando a rivalidade chegou ao 400º jogo, em 1969, o Paysandu reunia 141 vitórias e o Remo, 139, ainda antes do tabu máximo de treze jogos a favor dos bicolores em 1970. A vantagem voltou a ser remista a partir de meados da década de 1970; no clássico de número 500, em 1979, o Remo reunia 174 vitórias e o Paysandu, 166. Permanece azulina na década de 2010.
Bené, que era paulista, radicou-se na capital São Paulo. Ocasionalmente, voltava a Belém para homenagens. Uma delas ocorreu em novembro de 2001, em meio à boa campanha nacional do Paysandu na vitoriosa Série B do Brasileirão daquele ano, recebendo uma medalha de ouro antes de uma das partidas na Curuzu, entrando em campo e vestindo a camisa da época juntamente com os ex-colegas Quarentinha, Jorge Corrêa, Ércio, Beto e Vila. A ocasião deu-se antes do duelo contra a Anapolina.
Em 2010, foi eleito o maior centroavante da história do "Papão", sendo escalado para o trio ofensivo dos sonhos do clube, juntamente com os ex-colegas Ércio e Robilotta. Bastante emocionado, recebeu uma placa em frente ao estádio do Pacaembu pelas mãos do historiador do clube, Ferreira da Costa. Nova homenagem se deu em 2018, quando o nome de Bené foi grafado na primeira camisa retrô produzida pela marca de material esportivo criada pelo Paysandu, a Lobo - em modelo comemorativo aos cinquenta anos da vitória (com gol de Bené) sobre a seleção romena. Em 2020, Bené foi outra vez escalado para o ataque ideal da história do Paysandu, dessa vez em trio com Vandick e Robgol, em eleição promovida pelo canal Fox Sports, que incluíram votantes como Zinho e Edmundo. Casado desde 1969 com a paraense Maria Letícia, com quem teve os filhos Anderson e Alexandre, enviuvou em 2022.
Bené faleceu em 4 de agosto de 2024, às 23h30, após anos sob diferentes problemas médicos, que incluíram dengue e necessidade de cirurgia na próstata. O Paysandu encaminhou uma coroa de flores ao velório do ídolo, sepultado em São Paulo no cemitério de Cachoeirinha. Também decretou luto oficial de três dias,  com bandeiras a meio mastro, além de requisitar um minuto de silêncio à Confederação Brasileira de Futebol antes do pontapé inicial de compromisso no dia seguinte em Goiânia com o Vila Nova, pela 19ª rodada da Série B de 2024.

## Títulos
Paysandu
- Campeonato Paraense: 1966, 1967, 1969, 1971 e 1972 [1]

Individual
- Artilheiro do Campeonato Paraense: 1969 e 1971 [37]